# Hovhannès VIII de Karbi
Hovhannès VIII de Karbi ou Hovhannès VIII Karbec‘i (en arménien Հովհաննես Ը Կարբեցի ; mort le 26 mars 1842) est Catholicos de l'Église apostolique arménienne de 1831 à 1842.

## Biographie
Hovhannès de Karbi était au cours de la décennie 1820 à Tiflis l’archevêque des Arméniens de Géorgie. Très russophile comme ses prédécesseurs, il est lui aussi un partisan de l’intervention de l’Empire russe dans les affaires arméniennes.
Il devient Catholicos après le retrait d’Ephraïm Ier de Dzoraguègh et, dès le 30 juin 1831, il est reconnu par le tsar Nicolas Ier de Russie, qui lui donne l’ordre de Saint-Alexandre Nevski et lui demande de proposer deux successeurs potentiels en Géorgie. Il est consacré le 8 novembre suivant.
Il doit souscrire au Polozhenie (en français « Statut ») qui est un règlement imposé le 11 mars 1836 par la Russie à l'« Église arméno-géorgienne » et qui comprend 10 chapitres et 140 articles. Il meurt le 26 mars 1842 et il a comme successeur Nersès V d'Achtarak.

## Source
- (en) Georges A. Bournoutian, Russia and the Armenians of Transcaucasia 1797-1889, Mazda Publishers, 1998  (ISBN 1568590687), p. 521.